# Живопись майя

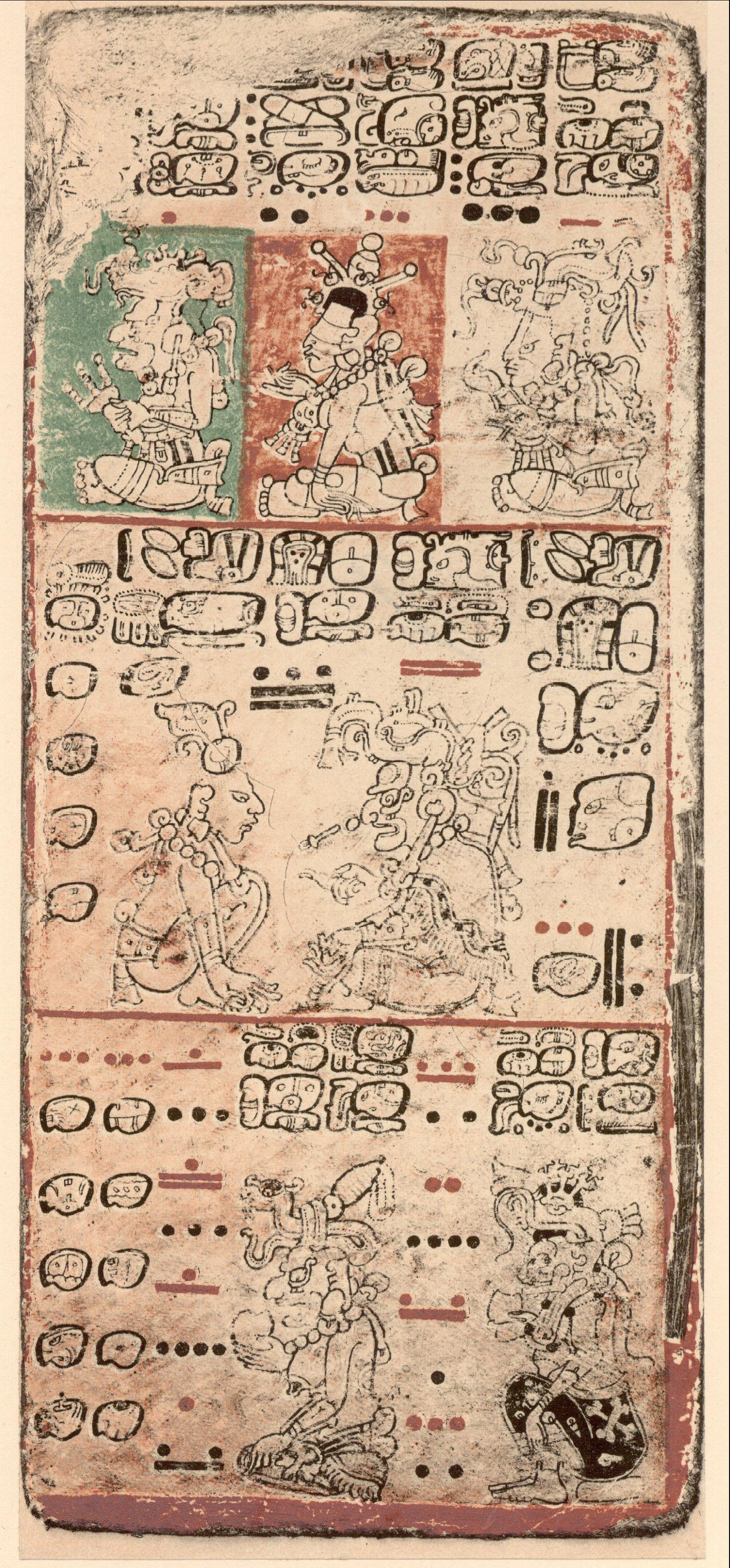
Одна из страниц Дрезденского кодекса майя

Живопись майя — живописное искусство цивилизации майя.
Основным предназначением живописи майя было украшение, однако кроме того, живопись также имела определенный исторический и религиозный смысл.

## Техника
Большая часть живописи майя была настенной. Однако, также имелись рисунки в кодексах. Техника нанесения краски майя точно неизвестна, до сих пор не выяснено, применяли майя технику фрески или технику нанесения темперы на сухой объект.
Прежде всего майя любой краской светлого тона (например, в городе Бонампак использовали красную краску) намечали контуры рисуемых фигур и главные внутренние линии. Затем в нужных местах любыми красками накладывались требуемые цвета, обычно эти цвета покрывали ранее нарисованные внутренние линии, которые затем вновь рисовали поверх краски разведённым черным цветом, в целях подчеркивания дополнительных деталей. Трехмерного эффекта майя не добивались, хотя и использовали краски разной тональности.
Краски, которые употреблялись майя, были минерального и растительного происхождения. Гамма красок была весьма разнообразной: кроме белого и черного цветов, также были синий, оранжевый, красный, сепия, зеленый, голубой, желтый, розовый и цвет кофе.

## Открытые росписи
В майянском городе Вашактуне была найдена стена, часть которой была расписана. На рисунке запечатлена церемония, возможно светская. В церемонии участвуют важные лица, на рисунке разделенные на два ряда. Судя по размещению в картине и внешнему виду, один ряд лиц имеет более высокий ранг, чем второй ряд. Рисунок дополняют иероглифы, возможно, каждый иероглиф обозначает имя.
В городе Бонампаке было открыто целое здание, целиком расписанное изнутри. На рисунках в здании изображен некий критический момент в истории цивилизации майя. Есть три интерпретации смысла картин: 
1. На рисунках изображена битва между правителями Бонампака и другого города майя.
2. На рисунках изображено подавление восстания крестьян,
3. На рисунках изображен набег войнов Бонампака на другое поселение в целях захвата и последующего принесения в жертву пленников[2].

В городе Паленке также имеются рисунки, однако большая их часть в крайне плохом состоянии. Фасад здания, называемого «Е», был разрисован от притолоки до основания, однако, смысл рисунков почти непонятен. Удалось опознать 75 нарисованных геометрических фигур, из 150 предположительно существовавших. Выяснено, что в том-же здании, в северо-западном углу, находилась ныне абсолютно разрушенная роспись, в которой была одна фигура человека. На северном входе уцелела часть внутреннего рисунка, сбоку могло быть нарисовано тело змеи, окруженной рыбами, либо символическая полоса воды.